# 이회 (삼국지)
이회(중국어: 李恢, 병음: Lǐ Huī 리후이[*], ?~231년)은 중국 삼국시대 촉나라의 장수이며, 자는 덕앙(德昻)이며 건녕군 유원현 사람이다.

## 생애
그는 군에서 독우 벼슬을 하였는데, 건령현령이었던 고모부 찬습이 법령을 위반하는 일이 있었기 때문에 이회는 찬습의 일에 같이 연루되어 파면되었다.
태수 동화(董和)는 찬습이 그 지방의 호족이라는 점을 고려하여 불문에 부치고 사직을 허락하지 않았다. 후에 이회를 유장이 다스리는 익주에 천거했다.
이회는 주로 가는 도중에 유비가 가맹에서 돌아와 유장을 공격한다는 소식을 듣고서는 유장이 반드시 유비에게 패배할 것을 예상하여, 곧 군의 사자라는 명목으로 북쪽 유비가 있는 곳으로 가서 면죽에서 만났다. 유비는 이회를 칭찬하고 낙성까지 수행하도록 하고, 이회를 한중으로 파견하여 마초와 우호를 맺도록 하여 마초는 유비에게 귀순했다.
성도가 평정된 후, 유비는 익주목을 겸임하고 이회를 익주의 공조서좌주부로 임명했다.
후에 도망자가 이회를 모함하여 이회가 모반하려 한다고 했다. 담당관리가 이회를 체포하여 호송하자, 유비는 사실무근임을 밝히고 다시 이회를 별가종사로 승진시켰다.
장무 원년(221년)에 내강 도독 등방이 세상을 떠나자. 유비가 이회에게 질문했다.
'누가 등방을 대신할 수 있겠습니까?'
이회가 대답했다.
사람의 재능에는 각각 장점과 단점이 있습니다. 때문에 공자는 `사람을 사용할 때는 그 사람의 재덕을 헤아려서 한다` 고 했습니다. 그리고 성명한 군주가 위에 있으면 신하된 자는 마음을 다할 것입니다. 때문에 선령 싸움에서 조충국은 `노신(老臣)만한 자가 없다`고 했습니다. 신은 사사로이 제 자신의 역량을 가늠할 수 없으니, 폐하께서 살피십시오.
유비는 웃으며 말했다.
'나의 본의 역시 벌써 그대에게 있습니다.'
그리고 이회를 내강도독ㆍ사지절로 임명하고, 교주자사를 겸임하도록 했으며 평이현에 주둔시켰다.
유비가 세상을 떠나자, 고정은 월수에서 방자한 행동을 했고, 옹개는 건녕에서 교만하게 굴었으며, 주포는 장가에서 모반했다. 승상 제갈량은 남만 정벌에 나서서 먼저 월수를 지났다. 이회는 제갈량을 따라 건녕으로 향했다. 여러 현들은 대대적으로 서로 규합하여 곤명에서 이회 군대를 포위하기에 이르렀다.
당시 이회의 병력은 적었고, 적군은 두 배가 되었으며, 또 아직 제갈량의 소식을 듣지 못했으므로
건녕군 사람이었던 이회는 꾀를 내어 남방 사람들을 속여 다음과 같이 말했다.
관군은 식량이 다 떨어졌습니다. 병사를 물려 돌아가려고 합니다. 우리는 그 사이 오랫동안 고향을 등지고 있었는데, 오늘에서야 돌아가게 되었습니다. 다시 북쪽으로 갈 수 없다고 하더라도 그대들과 함께 대사를 도모하려고 하기 때문에 진심으로 서로 알리는 것입니다.
남방 사람들은 이회의 말을 믿어, 포위를 느슨하게 했다가, 이회가 출격하자 크게 격파당했다, 이회는 도주하는 적군을 추격하여 남쪽으로 반강까지 갔으며, 동쪽으로 장가와 연접해 제갈량의 명성과 위세에 서로 호응했다. 남만의 토지는 평정됐으며, 이회의 군공이 많았으므로 한흥정후로 봉하고, 안한장군의 관직이 더해졌다.
이후에 군대가 촉 땅으로 돌아가자, 남만족은 또 반란을 일으키고 수비하던 대장을 살해했다. 이회는 직접 토벌에 나서 흉악한 행동을 한 무리들을 근절시켰고, 그곳의 유력자들을 성도로 이주시킨 다음, 수와 복땅에서 밭가는 소, 군마, 금과 은, 무소 가죽을 공물로 납입하도록 하여 지속적으로 군용 물자를 충당했으므로 당시 비용에 부족함이 없도록 하였다.
건흥 7년(229년)에 교주가 오에 종속되었으므로 이회의 교주자사 직을 해제했다. 다시 건영태수를 겸임시켰으므로 돌아와 본군에 거주하게 되었다. 한중으로 이주하여 살았으며, 건흥 9년(231년)에 사망했다. 아들 이유(李遺)가 후사를 이었다. 이회의 조카 이구(李球)는 우림우부독으로 제갈첨을 수행하여 등애를 방어했으며, 전쟁터에서 명령을 받았고 면죽에서 사망했다.

## 《삼국지연의》에서의 이회
처음부터 유장의 신하로 나오며 왕루, 황권 등과 함께 유비의 입촉을 반대했다가 정사와 마찬가지로 유장의 패배를 예상하고 유비에게 귀순하며, 장로에게 있던 마초 역시 자신이 사자로 가서 설득하여 귀순시킨다. (연의에서는 마초와 친구로 되어 있다.) 그 후, 제갈량의 북벌에 참가했다.

## 이회의 친족 관계
- 이유(李遺) - 아들
- 이구(李球) - 조카(촉 멸망시에 제갈첨의 부하로서 싸웠으나 전사)

| 전임 등방 | 촉한의 내강도독 221년 혹 222년 ~ 231년 | 후임 장익 |

## 같이 보기
- 삼국지 인물 목록